# NGC 2881-2
NGC 2881-2 is een spiraalvormig sterrenstelsel in het sterrenbeeld Waterslang. Het hemelobject werd op 9 februari 1886 ontdekt door de Amerikaanse astronoom Lewis A. Swift.

## Synoniemen
- MCG -2-24-21
- VV 293
- Arp 275
- IRAS 09234-1146